# Samuel Thomas von Sömmerring
Samuel Thomas von Sömmerring (28 de enero de 1755-2 de marzo de 1830) fue un médico, anatomista, antropólogo, paleontólogo e inventor alemán. Sömmerring descubrió la mácula de la retina del ojo humano. Sus investigaciones del cerebro y del sistema nervioso, de los órganos sensoriales, del embrión y sus malformaciones, de la estructura de los pulmones, etc., le convirtieron en uno de los anatomistas alemanes más importantes. También es destacable su invención de un telégrafo electroquímico en 1810.

## Carrera

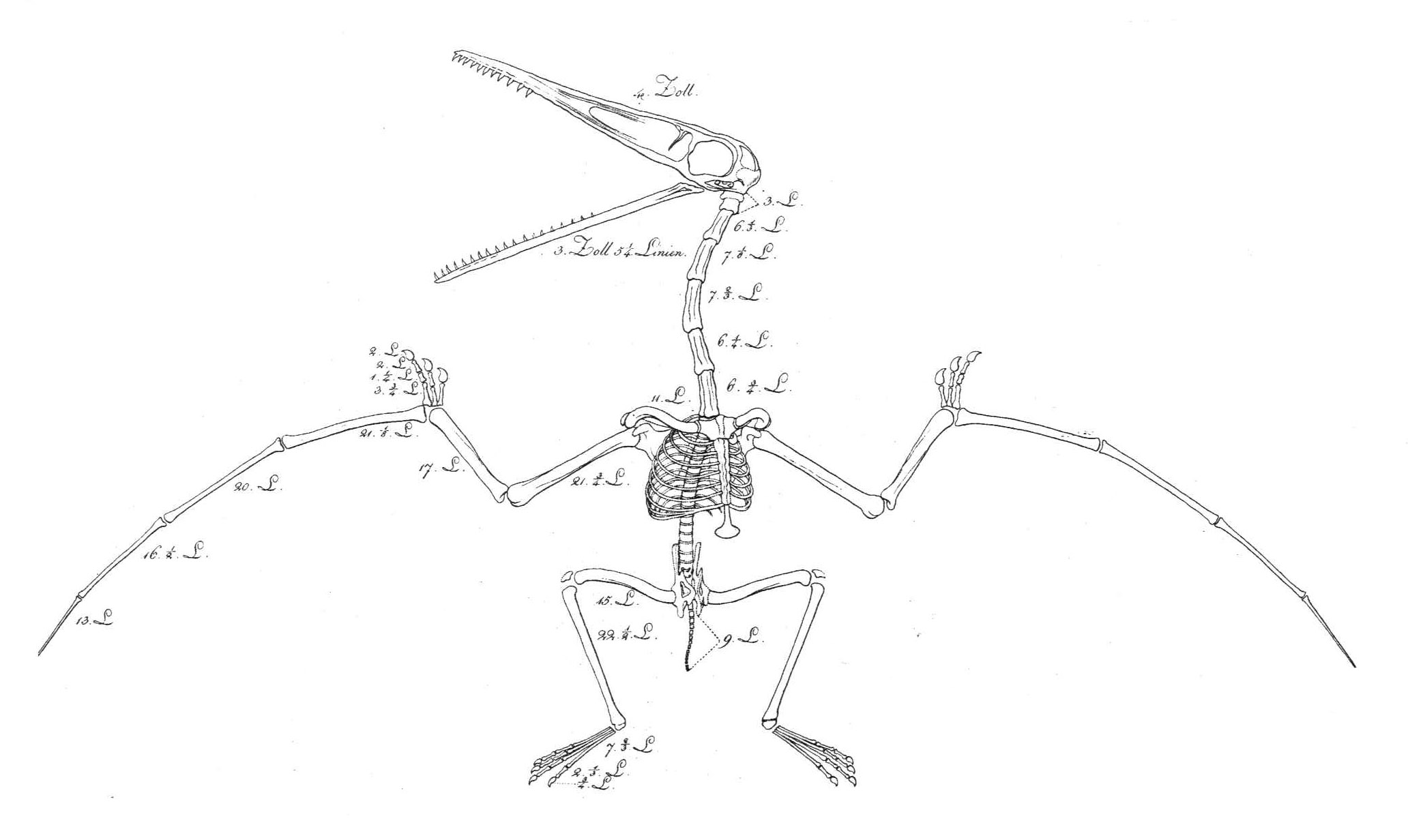
Reconstrucción de Sömmerring de un Pterodactylus de 1812.

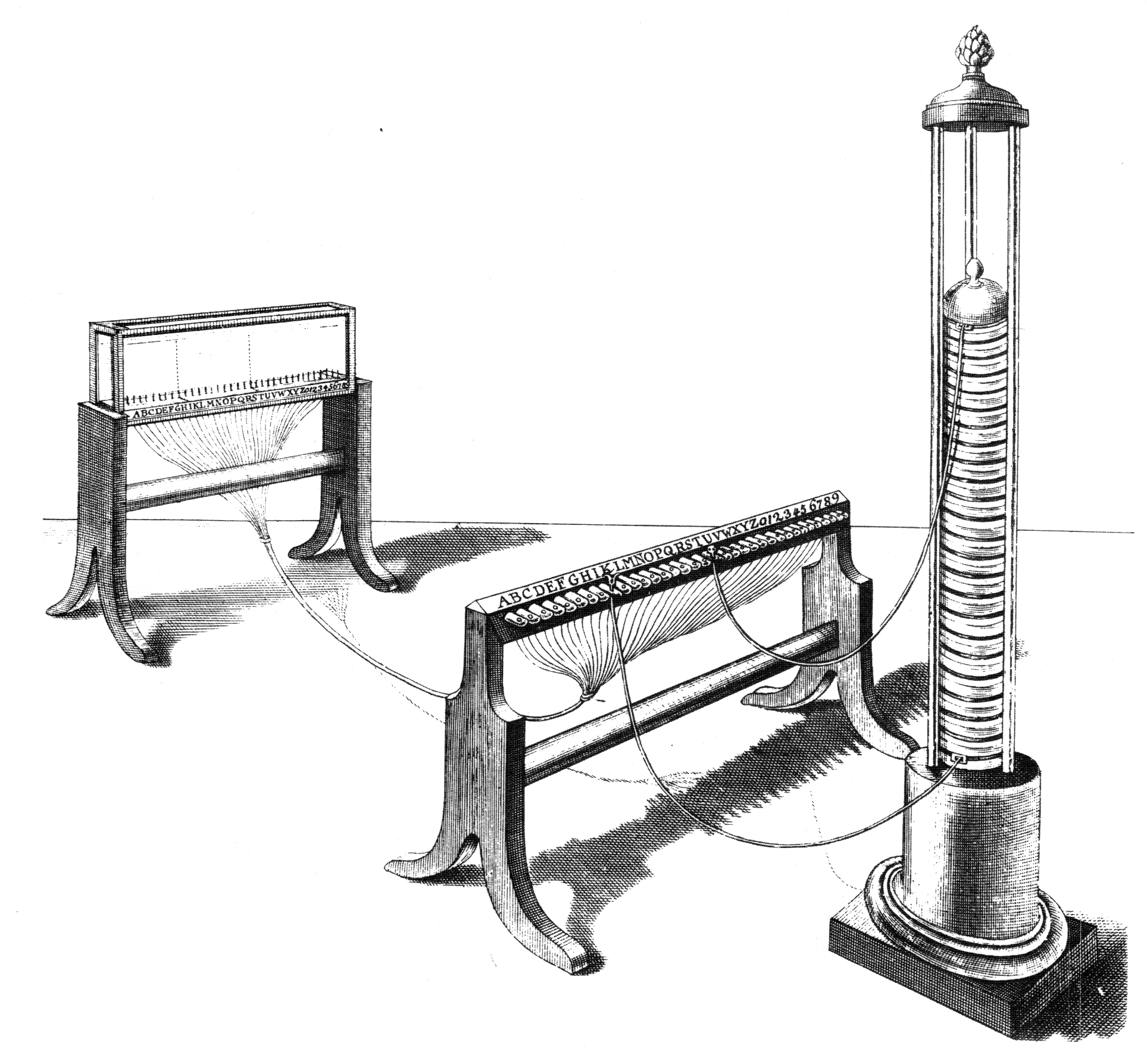
Grabado del telégrafo electroquímico de Sömmerring de 1810.

Sömmerring nació el 28 de enero de 1755 en Toruń, en la República de las Dos Naciones; era el noveno hijo del médico Johann Thomas Sömmerring. En 1774 completó su educación en Toruń y comenzó sus estudios de medicina en la Universidad de Gotinga. Acudió a las lecturas de Petrus Camper en la Universidad de Franeker. Obtuvo una plaza como profesor en el Collegium Carolinum de Kassel y, a principios de 1784, se trasladó a la Universidad de Maguncia, donde ocupó la plaza de decano de medicina durante 5 años. Debido a que Maguncia pasó a formar parte de la República Francesa durante el Directorio, Sömmerring abrió una consulta médica en Fráncfort en 1795. Una de sus empresas más importantes fue introducir, no sin una notable oposición, la vacuna contra la viruela. También fue uno de los primeros miembros de la sociedad científica Senckenbergische Naturforschende Gesellschaft y fue nominado como consejero. Recibió ofertas de trabajo de la Universidad de Jena y de la Universidad de San Petersburgo, pero finalmente acabó aceptando la invitación de la Academia de Ciencias de Baviera en 1804, en Múnich. En esta ciudad, fue elegido consejero de la corte y llegó a desenvolverse con la nobleza bávara.
Cuando Sömmerring tenía 23 años describió la organización de los nervios craneales como parte de su trabajo de doctorado, y la vigencia y validez de este se mantiene en la actualidad. Publicó numerosos escritos en el campo de la medicina, anatomía y neuroanatomía, antropología, paleontología, astronomía y filosofía. Entre otras cosas estudió fósiles de cocodrilos y en 1812 describió al Ornithocephalus antiquus, conocido en la actualidad como Pterodactylus. También fue el primero en describir con acierto la estructura ósea del esqueleto femenino.
Mención aparte merece la actividad de Sömmerring como inventor. Diseñó un telescopio para la observación astronómica y varios telégrafos eléctricos, entre los que se hallaba su 'telégrafo electroquímico'. Trabajó en el proceso de fermentado del vino, e investigó las manchas solares, así como otros temas muy diversos. En 1823 ingresó como miembro extranjero en la Real Academia de las Ciencias de Suecia.
Sömmering contrajo matrimonio con Margarethe Elizabeth Grunelius (fallecida en 1802), con quien tuvo un hijo, Dietmar William, y una hija, Susanne Katharina. Debido a las malas condiciones climatolígicas, Sömmering dejó Múnich en 1820 y volvió a Fráncfort, donde murió en 1830. Fue enterrado en el cementerio principal de la ciudad.

## Obras
- Über die körperliche Verschiedenheit des Mohren vom Europär (1774)
- Vom Hirn- und Rückenmark (Maguncia 1788, 2. Aufl. 1792);
- Vom Bau des menschlichen Körpers (Fráncfort del Meno 1791–96, 6 Bde.; 2. Aufl. 1800; neue Aufl. von Bischoff, Henle u. a., Leipzig 1839–45, 8 Bde.);
- De corporis humani fabrica (Fráncfort del Meno 1794–1801, 6 Bde.);
- De morbis vasorum absorbentium corporis humani (Fráncfort del Meno 1795);
- Tabula sceleti feminini (Fráncfort del Meno 1798);
- Abbildungen des menschlichen Auges (Fráncfort del Meno 1801),
- Abbildungen des menschlichen Hörorgans (Fráncfort del Meno 1806),
- Abbindungen des menschlichen Organs des Geschmacks und der Stimme (Fráncfort del Meno 1806),
- Abbildungen der menschlichen Organe des Geruchs (1809).

El intercambio epistolar entre Sömmering y Georg Forster fue publicado por Hettner (Braunschweig, 1878).

## Eponimia
- El cráter lunar Sömmering lleva este nombre en su memoria.[4]